# Los espíritus de la Paz y de la Guerra (Jasper Francis Cropsey)

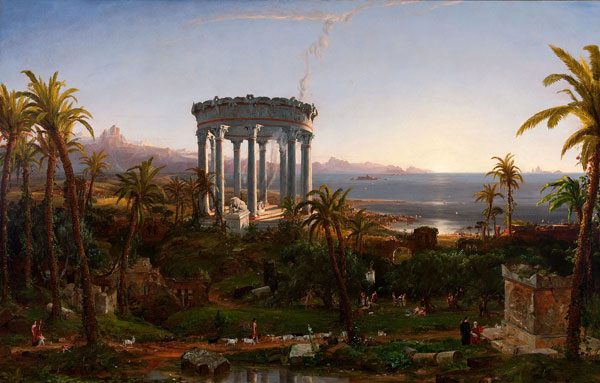
El espíritu de Paz

El Espíritu de Paz y el Espíritu de Guerra, cuyos títulos originales en inglés son The Spirit of Peace, 1851 y The Spirit of War, 1851, son dos obras de Jasper Francis Cropsey, un importante pintor paisajista estadounidense, miembro de la llamada Escuela del río Hudson.

## Tema de las obras
En estos lienzos es particularmente evidente la admiración que sentía Cropsey por la obra de Thomas Cole, tanto en los aspectos pictóricos como en los temáticos. Estas dos obras eran el pendant, uno en el otro, lo que recuerda algunas obras apareadas de Cole. Cropsey seguramente también tenía en la mente algunos temas emparejados de J. M. W. Turner, como View of the Temple of Jupiter Panhellenius, i Greek national Dance of the Romaika, que muestran, respectivamente, un templo griego tal y como era en la Antigüedad, y como era en las ruinas del siglo XIX.
Este par de lienzos alegóricos tenía un significado emocional para el público de Cropsey. La reciente Intervención estadounidense en México (1846-1848) y el posterior debate sobre si los enormes territorios ganados en esa guerra se convertirían en estados libres o esclavistas, crearon un ambiente político muy tenso. En este ambiente, en estas pinturas tal vez haya un presagio del sangriento conflicto que, en la década siguiente, provocaría la Guerra de Secesión.

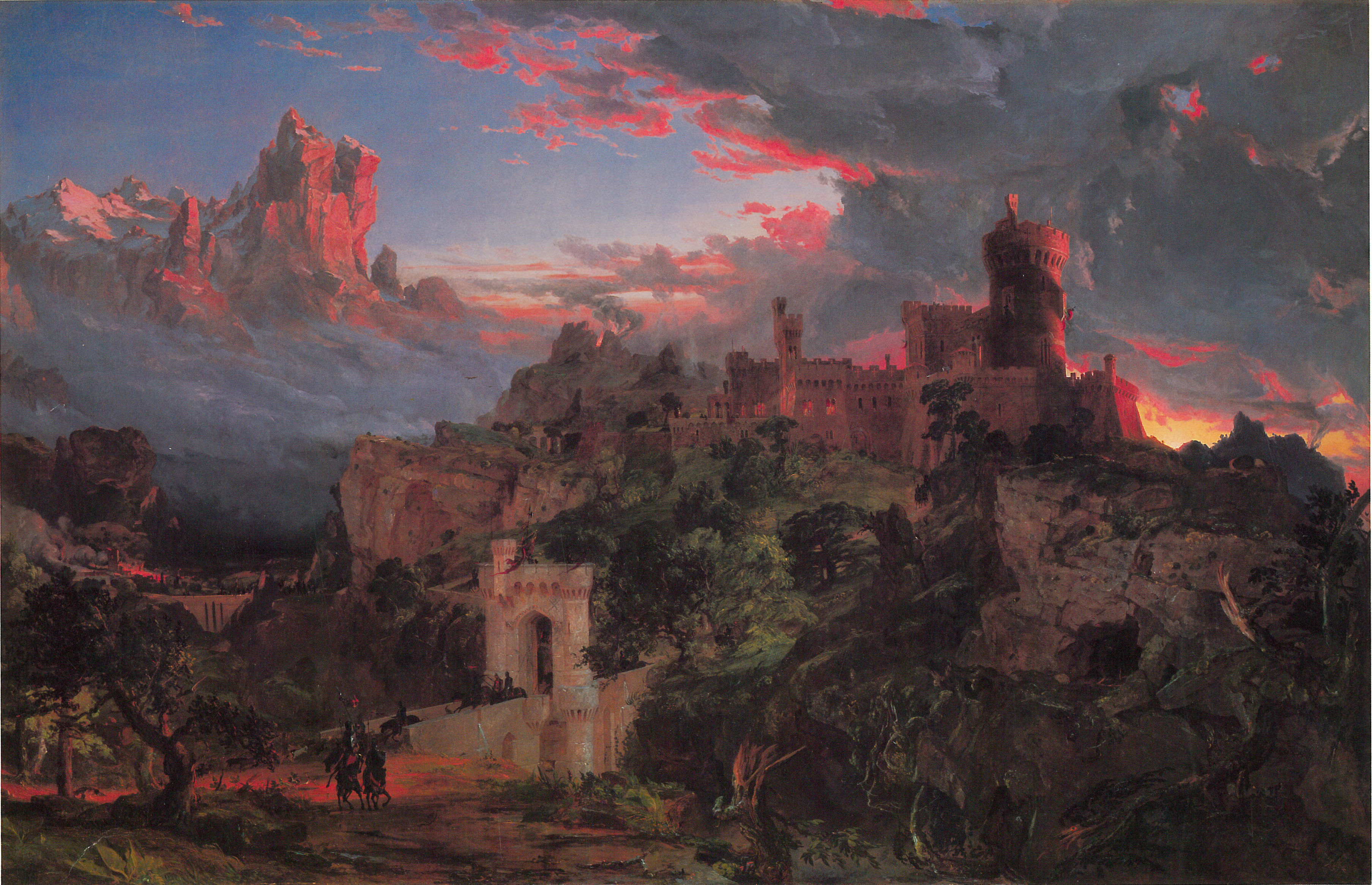
El espíritu de Guerra

## Análisis de las obras

### El Espíritu de Paz
- Pintura al óleo sobre lienzo; año 1851; 152.4 × 203.2 cm.; Woodmere Art Museum, Filadelfia, Pensilvania.

En este lienzo, Cropsey representa un tholos de arquitectura clásica rodeado de un paisaje tropical, en una especie de Arcadia feliz. El templete circular puede ser una reminiscencia de la estructura que aparece en The Arcadian or Pastoral State, una de las cinco partes que componen The Course of Empire de Thomas Cole.

### El Espíritu de Guerra
- Pintura al óleo sobre lienzo; año 1851; 110,8 x 171,6 cm.; Galería Nacional de Arte, Washington D. C.

- Inscripción en la parte inferior izquierda: "J.F. Cropsey 1851"

En esta pintura, Cropsey representa un paisaje montañoso empinado, que constituye el telón de fondo de una escena bélica medieval. A lo lejos hay un pueblo en llamas, mientras que en el segundo plano está representado un castillo feudal almenado, con su torre enmarcada por nubes de tormenta. Un jinete sale de la puerta principal de la fortificación. Tanto las nubes detrás de la torre, como el celaje, así como la luz ardiente de toda la composición, auguran un futuro incierto y sombrío para esta época belicosa.